# 2TE40型柴油机车
2TE40型柴油机车（俄语：2ТЭ40）是苏联铁路的电传动柴油机车车型之一，由位于乌克兰的哈尔科夫运输机械制造厂于1964年研制成功。该型机车是在2TE10型柴油机车的基础上发展而成，采用Д70型大功率四冲程柴油机，仅试制了5台机车，并未投入批量生产。

## 发展历史
1953年，哈尔科夫运输机械制造厂成功研制了装用2D100型二冲程柴油机的TE3型柴油机车，单节机车功率达到2000马力。此后，哈尔科夫工厂在2D100型柴油机的基础上进行改进，增加增压器和中冷器，提高柴油机强化程度。哈尔科夫工厂首先试制了一台0D100型单缸试验机，单缸功率可达到250马力；在此基础上哈尔科夫工厂又设计了12气缸的9D100型二冲程柴油机，使单机功率提高到3000马力，于1958年首先装用于TE10型柴油机车。1960年，哈尔科夫工厂将单缸功率提高至300马力，成功研制了10气缸的10D100型二冲程柴油机，单机功率仍保持在3000马力，从TE10-011号机车开始装车使用。
虽然D100系列二冲程柴油机结构简单、性能可靠，但基于二冲程柴油机的结构特点，当其用于牵引动力时也存在着一些固有缺点，例如在同等功率等级下，二冲程柴油机的燃油效率比四冲程柴油机低，而且机油消耗量较大、排放污染较严重。因此从1950年代末起，哈尔科夫运输机械制造厂与哈尔科夫理工学院内燃机和涡轮机制造教研室就开始合作，研究适合铁路机车使用、具有较好燃油效率的新型大功率四冲程柴油机。
早于1956年，哈尔科夫理工学院已经完成一种新型柴油机的初步设计，为16气缸、四冲程的V型中速柴油机，气缸直径240毫米，活塞行程270毫米，额定功率为3000马力，哈尔科夫理工学院并试制出一台双缸试验机。1962年，哈尔科夫运输机械制造厂成功试制了首台D70型大功率柴油机（全称为16УД70；苏联国家标准GOST型号为16ЧН-24/27），额定功率为3000马力，标定转速为每分钟1000转，最低空载稳定转速为每分钟400转，单位燃料消耗量为150～155克/有效马力·小时。试验结果表明，D70型柴油机的燃油经济性、热平衡、单位功率重量等性能指标良好，并可以通过改变气缸数和强化程度，在此基础上制造出适用于各种柴油机车功率等级的衍生机型。
1963年，哈尔科夫运输机械制造厂试制了首台装用D70型柴油机的原型车，并于1964年中经苏联铁道部批准将其定型为2TE40型。该型机车由两节结构相同的六轴单司机室机车联挂而成，两车连接部分设有通过台和橡胶风挡，机车乘务员在本务机车上可同时操纵两节机车。机车既可双节重联使用，也可单节独立使用。机车总体结构与2TE10型机车基本相同，采用了相同的整体承载式结构车体、导框式三轴转向架及辅助机械设备。每节机车装用一台带有二级增压的D70型柴油机，装车功率为3000马力，柴油机采用了二级增压系统，第一级是单级轴流式废气涡轮增压器，第二级是由离心式鼓风机组成的单级机械增压器。
机车传动装置采用直—直流电传动，采用由哈尔科夫重型电机厂设计制造的ГП-310А型他励直流牵引发电机，与TE10型机车所采用的МПТ-120/49型牵引发电机的差异仅在于起动绕组结构，柴油发电机组的底架同时也是柴油机的油底壳。2TE40-001号机车装用了ЭД-104А型串励直流牵引电动机、ВГТ-275/120型辅助发电机及ТГ-83/25型测速发电机。机车并采用了柴油机—发电机功率联合调节器，调节系统采用了磁放大器，保证柴油机的功率能得到充分利用。牵引电动机采用抱轴式半悬挂，牵引传动齿轮比为14：69。每节机车装用一台КТ8型空气压缩机，由牵引发电机电枢轴直接驱动，最大输出风量为每分钟5.3立方米。
1965年，哈尔科夫工厂试制了2TE40-002号机车，这台机车换装了ЭД-107型牵引电动机，牵引传动齿轮比改为15：68，并对机车上的灭火系统进行了改进。1966年至1967年间，哈尔科夫工厂又先后生产了三台2TE40型机车，结构上与2TE40-002号机车基本相同。五台2TE40型柴油机车均配属南方铁路局使用，但当时卢甘斯克机车制造厂的2TE10L型柴油机车已经投入批量生产，而且哈尔科夫工厂已于1966年恢复由苏联国防部直接管理，并根据国防部的指示逐步停止生产铁路机车的业务，转为专注于坦克的研究与开发，2TE40型机车最终未获准投入生产。

## 参看
- TE3型柴油机车
- TE10型柴油机车
- TE30型柴油机车